# Skórnica (Goleniów)
Skórnica (do 1945 F. Trappenort) – część miasta Goleniowa położona na południe od centrum miasta przy ulicach Stefana Żeromskiego i Michała Drzymały, na wschód od linii kolejowej nr 401. W bezpośrednim sąsiedztwie Skórnicy znajduje się osada Krzewno. Polską nazwę ustalono w 1948 roku.